# Reda Hajhouj
Reda Hajhouj, né le 2 juillet 1994 à Casablanca, est un footballeur marocain évoluant au poste d'attaquant au FUS Rabat.

## Biographie

### En club
Reda Hajhouj rejoint le centre de formation du Wydad de Casablanca en 1999 à l'âge de 5 ans. Il joue dans toutes les catégories du club de la capitale économique.
Lors de sa jeunesse il se déplace  de villes en villes dans tous les stades du Maroc afin d’assister aux matchs de son équipe fétiche le WAC avec les Ultras Winners (Supporters de Wydad Athletic Club). Son amour inconditionnel pour le club de la capitale économique le pousse à développer son niveau de jeu. Il est convoqué avec l’équipe A pour la première fois par John Toshack, nouvel entraîneur gallois des Rouges et Blancs. 
Grâce à son appartenance au groupe des supporters et son amour du club, il est adulé par le public wydadi qui rédige même un chant à son effigie.
Son premier match en tant que titulaire avec l'équipe professionnelle a lieu face au KAC de Kénitra, lors duquel il marque un but. Il enchaîne ensuite les buts, en marquant un but contre le Raja de Casablanca, un but contre le Difaâ Hassani d'El Jadida, et un autre face au FUS de Rabat.
En Ligue des champions d'Afrique, il inscrit en mars 2016 un doublé contre le club malgache du CNAPS Sport (victoire 5-1).
Il remporte le titre de champion du Maroc avec les Rouges à deux reprises en 2015 et en 2017; offrant ainsi aux supporters les 18ème et 19èmes couronnes  du championnat. 
Il quitte le club de Casablanca au mercato hivernal de la saison 2017-18 pour rejoindre l’USM Alger. Quelques mois plus tard, il revient en Botola par la voie de l’Olympique Club de Khouribga.

### En sélection
Il participe avec l'équipe du Maroc olympique au Tournoi de Toulon en 2015. Lors de la compétition, il inscrit un but contre l'Angleterre (match nul 3-3). Le Maroc atteint la finale du tournoi, en étant battu par l'équipe de France.

## Statistiques
| Saison                | Club                  | Championnat           | Championnat | Championnat | Coupe(s) nationale(s) | Coupe(s) nationale(s) | Compétition(s) continentale(s) | Compétition(s) continentale(s) | Compétition(s) continentale(s) | Total | Total |
| Saison                | Club                  | Division              | M.          | B.          | M.                    | B.                    | Comp.                          | M.                             | B.                             | M.    | B.    |
| 2013-2014             | Wydad AC              | 1                     | 3           | 0           | 0                     | 0                     | -                              | -                              | -                              | 3     | 0     |
| 2014-2015             | Wydad AC              | 1                     | 28          | 6           | 4                     | 2                     | -                              | -                              | -                              | 32    | 8     |
| 2015-2016             | Wydad AC              | 1                     | 25          | 9           | 3                     | 2                     | C1                             | 13                             | 6                              | 41    | 17    |
| 2016-2017             | Wydad AC              | 1                     | 5           | 0           | 3                     | 1                     | -                              | -                              | -                              | 8     | 1     |
| 2016-2017             | Ajman Club (prêt)     | 2                     | -           | -           | -                     | -                     | -                              | -                              | -                              | 0     | 0     |
| 2017-2018             | Wydad AC              | 1                     | 9           | 0           | 0                     | 0                     | C1                             | 2                              | 1                              | 11    | 1     |
| 2017-2018             | USM Alger             | 1                     | 8           | 2           | 1                     | 0                     | C3                             | 1                              | 0                              | 10    | 2     |
| 2018-2019             | OC Khouribga          | 1                     | 1           | 1           | 0                     | 0                     | -                              | -                              | -                              | 1     | 1     |
| Total sur la carrière | Total sur la carrière | Total sur la carrière | 79          | 18          | 11                    | 5                     | -                              | 16                             | 7                              | 106   | 30    |

## Palmarès

### En club
Wydad Athletic Club :
- Championnat du Maroc
  - Champion : 2015 et 2017
  - Vice-champion : 2016

### En sélection nationale
Équipe du Maroc olympique :
- Tournoi de Toulon 
  - Finaliste : 2015

Champion les jeux méditeranies 2015